# Neuershausener Mooswald
Das Natur- und Landschaftsschutzgebiet Neuershausener Mooswald liegt auf dem Gebiet der Gemeinden March im Landkreis Breisgau-Hochschwarzwald und Teningen im Landkreis Emmendingen in Baden-Württemberg.
Das Gebiet erstreckt sich nördlich des Marcher Ortsteils Neuershausen und südwestlich von Bottingen, einem Ortsteil der Gemeinde Teningen im Landkreis Emmendingen. Östlich des Gebietes verläuft die A 5 und südlich die Landesstraße L 116, westlich fließt die Dreisam und verläuft die L 114.

## Bedeutung
Das 48,6 ha große Gebiet steht seit dem 27. September 1979 unter der Kenn-Nummer 3.111 unter Naturschutz. Es handelt sich um den „Mooswald und seine nähere Umgebung als Lebensraum einer schutzwürdigen Vogelwelt.“

## Schutzzweck
Wesentlicher Schutzzweck ist gemäß Schutzgebietsverordnung die Erhaltung des Mooswaldes und seiner näheren Umgebung, einschließlich des durch kleinräumige landwirtschaftliche Nutzung geprägten, durch Feldgehölze gegliederten Westhangs des Nimbergs.